# Världscupen i alpin skidåkning 1968/1969
Världscupen i alpin skidåkning 1968/1969 inleddes 11 december 1968 i Val d'Isère och avslutades 25 mars 1969 i Waterville Valley i New Hampshire. Vinnare av totala världscupen blev Gertrud Gabl och Karl Schranz. En nyhet från och med denna säsong var att tävlingarna inleddes redan före jul, och inte efter nyår som de två första säsongerna.

## Tävlingskalender

### Herrar
| Lopp | Datum            | Plats                             | Tävling    | Etta                 | Tvåa                 | Trea                        |
| 1    | 12 december 1968 | Val d'Isère, Frankrike            | storslalom | Karl Schranz         | Bernard Orcel        | Henri Duvillard             |
| 2    | 3 januari 1969   | Berchtesgaden, Västtyskland       | slalom     | Alfred Matt          | Karl Schranz         | Patrick Russel              |
| 3    | 6 januari 1969   | Adelboden, Schweiz                | storslalom | Jean-Noël Augert     | Jean-Pierre Augert   | Karl Schranz                |
| 4    | 11 januari 1969  | Wengen, Schweiz                   | störtlopp  | Karl Schranz         | Heinrich Messner     | Karl Cordin                 |
| 5    | 12 januari 1969  | Wengen, Schweiz                   | slalom     | Reinhold Tritscher   | Spider Sabich        | Peter Frei                  |
| 6    | 18 januari 1969  | Kitzbühel, Österrike              | störtlopp  | Karl Schranz         | Jean-Daniel Dätwyler | Karl Cordin Henri Duvillard |
| 7    | 19 januari 1969  | Kitzbühel, Österrike              | slalom     | Patrick Russel       | Herbert Huber        | Dumeng Giovanoli            |
| 8    | 24 januari 1969  | Megève, Frankrike                 | störtlopp  | Henri Duvillard      | Heinrich Messner     | Alfred Matt                 |
| 9    | 26 januari 1969  | Megève, Frankrike                 | slalom     | Alain Penz           | Herbert Huber        | Spider Sabich               |
| 10   | 1 februari 1969  | Sankt Anton am Arlberg, Österrike | störtlopp  | Karl Schranz         | Heinrich Messner     | Franz Vogler                |
| 11   | 8 februari 1969  | Åre, Sverige                      | storslalom | Jean-Noël Augert     | Jakob Tischhauser    | Alain Penz                  |
| 12   | 9 februari 1969  | Åre, Sverige                      | slalom     | Patrick Russel       | Jean-Noël Augert     | Alfred Matt                 |
| 13   | 9 februari 1969  | Cortina d'Ampezzo, Italien        | störtlopp  | Josef Minsch         | Jean-Pierre Augert   | Peter Rohr                  |
| 14   | 14 februari 1969 | Val Gardena, Italien              | störtlopp  | Jean-Daniel Dätwyler | Henri Duvillard      | Rudi Sailer                 |
| 15   | 16 februari 1969 | Kranjska Gora, Jugoslavien        | storslalom | Reinhold Tritscher   | Alfred Matt          | Franz Digruber              |
| 16   | 17 februari 1969 | Kranjska Gora, Jugoslavien        | slalom     | Edmund Bruggmann     | Alain Penz           | Herbert Huber               |
| 17   | 28 februari 1969 | Squaw Valley, USA                 | slalom     | Billy Kidd           | Alain Penz           | Patrick Russel              |
| 18   | 1 mars 1969      | Squaw Valley, USA                 | storslalom | Reinhold Tritscher   | Jakob Tischhauser    | Heinrich Messner            |
| 19   | 15 mars 1969     | Mont St. Anne, Kanada             | storslalom | Karl Schranz         | Dumeng Giovanoli     | Jakob Tischhauser           |
| 20   | 16 februari 1969 | Mont St. Anne, Kanada             | slalom     | Alfred Matt          | Jean-Noël Augert     | Billy Kidd                  |
| 21   | 21 mars 1969     | Waterville Valley, USA            | storslalom | Dumeng Giovanoli     | Karl Schranz         | Jakob Tischhauser           |
| 22   | 22 mars 1969     | Waterville Valley, USA            | slalom     | Jean-Noël Augert     | Herbert Huber        | Patrick Russel              |

Noterbart
Lopp 12 och 13 kördes samma dag.

### Damer
| Lopp | Datum            | Plats                             | Tävling    | Etta              | Tvåa                         | Trea              |
| 1    | 11 december 1968 | Val d'Isère, Frankrike            | storslalom | Françoise Macchi  | Rosi Mittermaier             | Annie Famose      |
| 2    | 3 januari 1969   | Oberstaufen, Västtyskland         | storslalom | Kiki Cutter       | Gertrude Gabl Olga Pall      |                   |
| 3    | 4 januari 1969   | Oberstaufen, Västtyskland         | slalom     | Gertrude Gabl     | Judy Nagel                   | Marilyn Cochran   |
| 4    | 7 januari 1969   | Grindelwald, Schweiz              | slalom     | Gertrude Gabl     | Annie Famose                 | Kiki Cutter       |
| 5    | 10 januari 1969  | Grindelwald, Schweiz              | störtlopp  | Wiltrud Drexel    | Rosi Mittermaier             | Isabelle Mir      |
| 6    | 15 januari 1969  | Schruns, Österrike                | störtlopp  | Wiltrud Drexel    | Florence Steurer             | Annie Famose      |
| 7    | 16 januari 1969  | Schruns, Österrike                | slalom     | Rosi Mittermaier  | Gertrude Gabl                | Kiki Cutter       |
| 8    | 23 januari 1969  | St. Gervais, Frankrike            | slalom     | Ingrid Lafforgue  | Annie Famose                 | Judy Nagel        |
| 9    | 25 januari 1969  | St. Gervais, Frankrike            | störtlopp  | Isabelle Mir      | Annie Famose Annemarie Pröll |                   |
| 10   | 31 januari 1969  | Sankt Anton am Arlberg, Österrike | störtlopp  | Olga Pall         | Isabelle Mir                 | Wiltrud Drexel    |
| 11   | 8 februari 1969  | Sterzing, Italien                 | slalom     | Judy Nagel        | Cathy Nagel                  | Florence Steurer  |
| 12   | 9 februari 1969  | Sterzing, Italien                 | storslalom | Michèle Jacot     | Marilyn Cochran              | Ingrid Lafforgue  |
| 13   | 16 februari 1969 | Vysoké Tatry, Tjeckoslovakien     | slalom     | Gertrude Gabl     | Kiki Cutter                  | Ingrid Lafforgue  |
| 14   | 17 februari 1969 | Vysoké Tatry, Tjeckoslovakien     | storslalom | Gertrude Gabl     | Marilyn Cochran              | Florence Steurer  |
| 15   | 28 februari 1969 | Squaw Valley, USA                 | slalom     | Bernadette Rauter | Ingrid Lafforgue             | Judy Nagel        |
| 16   | 1 mars 1969      | Squaw Valley, USA                 | storslalom | Florence Steurer  | Marilyn Cochran              | Bernadette Rauter |
| 17   | 14 mars 1969     | Mont St. Anne, Kanada             | storslalom | Michèle Jacot     | Marilyn Cochran              | Wiltrud Drexel    |
| 18   | 15 mars 1969     | Mont St. Anne, Kanada             | slalom     | Kiki Cutter       | Ingrid Lafforgue             | Florence Steurer  |
| 19   | 20 mars 1969     | Waterville Valley, USA            | storslalom | Bernadette Rauter | Marilyn Cochran Karen Budge  |                   |
| 20   | 22 mars 1969     | Waterville Valley, USA            | slalom     | Kiki Cutter       | Rosi Mittermaier             | Judy Nagel        |

## Damer
| Placering | Namn             | Land         | Total Poäng | Störtlopp | Storslalom | Slalom |
| --------- | ---------------- | ------------ | ----------- | --------- | ---------- | ------ |
| 1         | Gertrude Gabl    | Österrike    | 131         | 3         | 53         | 75     |
| 2         | Florence Steurer | Frankrike    | 112         | 20        | 51         | 41     |
| 3         | Wiltrud Drexel   | Österrike    | 111         | 65        | 34         | 12     |
| 4         | Kiki Cutter      | USA          | 107         | 0         | 37         | 70     |
| 5         | Ingrid Lafforgue | Frankrike    | 103         | 6         | 32         | 65     |
| 6         | Annie Famose     | Frankrike    | 101         | 35        | 15         | 51     |
| 7         | Rosi Mittermaier | Västtyskland | 98          | 20        | 27         | 51     |
| 8         | Michèle Jacot    | Frankrike    | 92          | 19        | 56         | 17     |
| 9         | Isabelle Mir     | Frankrike    | 86          | 60        | 17         | 9      |
| 10        | Jody Nagel       | USA          | 85          | 3         | 22         | 60     |

## Herrar
| Placering | Namn               | Land      | Total Poäng | Störtlopp | Storslalom | Slalom |
| --------- | ------------------ | --------- | ----------- | --------- | ---------- | ------ |
| 1         | Karl Schranz       | Österrike | 182         | 75        | 70         | 37     |
| 2         | Jean-Noël Augert   | Frankrike | 123         | 0         | 58         | 65     |
| 3         | Reinhard Tritscher | Österrike | 108         | 0         | 61         | 47     |
| 4         | Alfred Matt        | Österrike | 104         | 19        | 20         | 65     |
| 5         | Alain Penz         | Frankrike | 98          | 1         | 32         | 65     |
| 6         | Henri Duvillard    | Frankrike | 91          | 60        | 22         | 9      |
| 7         | Heinrich Messner   | Österrike | 89          | 60        | 26         | 3      |
| 8         | Patrick Russel     | Frankrike | 80          | 0         | 15         | 65     |
| 9         | Dumeng Giovanoli   | Schweiz   | 79          | 0         | 48         | 31     |
| 10        | Herbert Huber      | Österrike | 62          | 0         | 2          | 60     |

### Fotnoter
1. ↑  FIS: Alpine World Cup 1969 men's schedule
2. ↑  FIS: Alpine World Cup 1969 women's schedule